# Fidanzata in affitto
Fidanzata in affitto (No Hard Feelings) è un film del 2023 co-scritto e diretto da Gene Stupnitsky.
La pellicola, che ha ricevuto critiche per lo più positive, ha incassato oltre 89 milioni di dollari in tutto il mondo e ha fruttato una candidatura ai Critics' Choice Awards 2024 come miglior film commedia oltre a quella come miglior attrice protagonista in un film commedia o musicale a Jennifer Lawrence ai Golden Globe 2024.

## Trama
Montauk, New York. La trentaduenne Maddie è gravata dai debiti e rischia di perdere la casa che ha ricevuto in eredità dalla defunta madre. Il lavoro da barista è a malapena sufficiente per tirare avanti, con l'aggravante di aver subito il pignoramento della macchina che le permetteva di avere una seconda entrata come autista Uber. I suoi amici Sara e Jim le mostrano un annuncio su Craigslist in cui i Becker, una coppia benestante che trascorre l'estate a Montauk, sono alla ricerca di una ragazza matura per il diciannovenne figlio Percy. Costui è un ragazzo molto timido che non ha vita sociale e i genitori sono preoccupati perché in autunno andrà a Princeton, dove temono possa finire soverchiato da una vita sfrenata che non ha ancora sperimentato. Siccome la ricompensa per sciogliere Percy è una Buick Regal, automobile di cui Maddie ha assoluto bisogno per sopravvivere economicamente, la ragazza accetta di essere colei che inizierà Percy alla vita adulta.
Maddie incontra Percy nel rifugio per animali in cui il giovane presta opera di volontariato, fingendosi interessata ad adottare un cane. Percy equivoca le attenzioni di Maddie e le spruzza addosso lo spray al peperoncino mentre lo stava accompagnando a casa. L'incidente permette ai due ragazzi di instaurare un legame, stabilendo di vedersi ancora. La serata prende una piega inaspettata, quando Maddie convince Percy a fare un bagno nell'oceano e un gruppetto di ragazzini ruba loro i vestiti; Maddie esce dall'acqua completamente nuda e dà loro una lezione, dopodiché fuggono dalla polizia con Percy aggrappato al lunotto della macchina che Sara e Jim hanno prestato a Maddie. La scarica di adrenalina spinge Percy a voler fare sesso, ma un'eruzione cutanea lo costringe a rimandare il momento in cui perderà la verginità. Il rapporto tra i due diventa sempre più confidenziale, al punto che decidono di fissare un altro appuntamento in cui rivivere l'esperienza del prom che nessuno dei due, per motivi diversi, ha potuto fare. Questa seconda serata, seppure iniziata in modo promettente con Percy che ha sfoggiato le sue qualità di pianista al ristorante, si conclude con un confronto in cui il ragazzo e Maddie palesano la rispettiva diversità di vedute sulla vita. Percy decide di mollarla per andare a una festa di futuri studenti di Princeton e Maddie lo porta via dopo che era finito k.o. per aver mischiato ibuprofene e alcol. Smaltiti i postumi della sbornia, Percy dice a Maddie di essersi innamorato di lei.
I Becker sono preoccupati perché Percy, follemente perduto di Maddie, millanta di non andare più a Princeton per vivere con lei a Montauk. Adesso, per ottenere l'agognata Buick, Maddie deve convincere Percy ad andare al college e non buttare via il brillante futuro che lo aspetta. Senza volerlo, Percy ascolta la telefonata tra i genitori e Maddie, scoprendo così la trama ordita alle sue spalle. Accecato dalla rabbia, Percy danneggia pesantemente la Buick e si comporta in modo scortese con Maddie, costringendola a un rapporto sessuale soltanto per poter dire di aver perso la verginità, anche se non succede nulla perché il ragazzo va in eiaculazione precoce. Percy rivela a Maddie di aver scoperto la verità e, perfidamente, le annuncia che andrà al college, quindi alla fine ha ottenuto ciò che voleva, vale a dire la Buick, peccato che la macchina sia in condizioni davvero pessime. Chiusa la storia con Percy, che naturalmente non vuole più vederla, Maddie si rimbocca le maniche e lavora duramente tutta l'estate per saldare i debiti, estinguendo l'ipoteca sulla casa e sistemando anche la Buick. Quando Sara le comunica che lei e Jim si trasferiranno in un altro Stato perché stanno per mettere su famiglia e non riescono a trovare una nuova casa nei dintorni, Maddie si rende conto che anche lei non può restare legata per sempre a Montauk, ma deve trovare il coraggio di affrontare il mondo.
Maddie è determinata a volersi riconciliare con Percy, così lo incontra a un meeting di studenti di Princeton e lo segue, finendo sul cofano della sua macchina a parti invertite rispetto al loro primo incontro. L'automobile finisce nell'oceano e questo nuovo incidente dà modo ai due ragazzi di chiarirsi. Maddie e Percy si ripromettono di restare amici mentre vivranno le rispettive nuove esperienze, lui al college e lei in California a cavalcare le onde sulla tavola da surf. Maddie vende casa sua a Sara e Jim a un prezzo di favore, così da non costringerli a spostarsi da Montauk, e adotta Milo, un ex cane poliziotto conosciuto al rifugio il giorno in cui ha visto Percy per la prima volta.
Il film termina con Maddie che, ripreso il lavoro come autista Uber, accompagna Percy a Princeton.

## Produzione
Nell'ottobre 2021 viene annunciato che Sony si occuperà della distribuzione della pellicola prodotta da Jennifer Lawrence. Jennifer Lawrence, Alex Saks, Marc Provissiero, Naomi Odenkirk e Justine Polsky sono produttori mentre Gene Stupnitsky, ha co-scritto la sceneggiatura con John Phillips.
Nel settembre 2022 Andrew Barth Feldman si è unito al cast nei panni di Percy, mentre Laura Benanti e Matthew Broderick sono stati scelti come i genitori di Percy. Successivamente anche Ebon Moss-Bachrach, Natalie Morales e Scott MacArthur si sono uniti al cast.
Le riprese principali sono iniziate alla fine di settembre 2022 in varie località della contea di Nassau, come Hempstead, Point Lookout, e Uniondale. La stazione di pesca di Ted situata a Point Lookout è stata creata per assomigliare a "Montauk Dock East". A ottobre, la produzione ha girato scene alla North Shore Animal League America a Port Washington.

## Promozione
Il primo trailer è stato distribuito il 9 marzo 2023.

## Distribuzione
La distribuzione del film nelle sale statunitensi era prevista inizialmente per 16 giugno 2023, ma è stata in seguito posticipata al 23 giugno dello stesso anno. In Italia è stato distribuito dal 21 giugno 2023.

## Accoglienza

### Incassi
No Hard Feelings ha incassato 50,5 milioni di dollari negli Stati Uniti e in Canada e 36,8 milioni di dollari in altri territori, per un totale lordo mondiale di 87,3 milioni di dollari.
Negli Stati Uniti e in Canada, No Hard Feelings è uscito insieme all'ampia espansione di Asteroid City e si prevedeva che avrebbe incassato circa 12 milioni di dollari da 3.208 sale nel fine settimana di apertura. Il film ha incassato 6,25 milioni di dollari nel suo primo giorno, inclusi 2,15 milioni di dollari dalle anteprime di giovedì sera. Ha continuato a essere visto leggermente e ha debuttato a $ 15 milioni, finendo al quarto posto.

### Critiche
Sul sito aggregatore di recensioni Rotten Tomatoes, il 70% delle 226 recensioni della critica sono positive, con una valutazione media di 6,1/10. Il consenso del sito web recita: "Questa commedia volgare spesso si comporta in modo deludentemente sicuro, ma le qualità comiche e drammatiche di Jennifer Lawrence assicurano che il risultato finale susciti No Hard Feelings". Metacritic, che utilizza una media ponderata, ha assegnato al film un punteggio di 59 su 100, basato su 50 critici, indicando recensioni "miste o medie".
Shirley Li di The Atlantic ha scritto: "Come le imitazioni di Risky Business e le commedie romantiche in cui una ragazza sexy incontra un tizio che hanno prosperato negli anni '50 e all'inizio degli anni 2010, No Hard Feelings offre alcune informazioni sul ruolo che il sesso giocherà nel prossimo futuro. processo di maturazione dell'età e come la pressione percepita a perdere la verginità entro una scadenza arbitraria possa rimanere un peso intergenerazionale. Il film esplora le difficoltà di crescere, sia a 19 che a 32 anni, e i modi in cui gli atteggiamenti di Maddie e Percy. verso il sesso invitano a giudicare i loro livelli di maturità."
Tim Grierson di Screen Daily ha definito il film una storia sentimentale irregolare, ma ponderata, su personaggi insicuri e di buon cuore.

## Riconoscimenti
- 2024 - Golden Globe
  - Candidatura alla migliore attrice in un film commedia o musicale a Jennifer Lawrence